# ヘーグナー数
数論におけるヘーグナー数 (英: Heegner number)（コンウェイとガイによる命名）とは、虚二次体 {\displaystyle \mathbb {Q} [{\sqrt {-d}}]} の類数が {\displaystyle 1} となる平方因子を持たない正の整数 {\displaystyle d} のことである。言い換えれば、その整数環は一意な分解を持つ。 
このような数は類数問題の特別なケースから定まるとともに、数論におけるいくつかの注目すべき結果の根底にある。 
（ベイカー・）スターク・ヘーグナーの定理によれば、ヘーグナー数は正確に9つ存在する。 
{\displaystyle 1,2,3,7,11,19,43,67,163} オンライン整数列大辞典の数列 A003173
この結果はガウスによって予想され、1952年にクルト・ヘーグナーによって軽微な誤りを含む証明がなされた。  アラン・ベイカーとハロルド・スタークは1966年に結果を独立して証明し、スタークはさらにヘーグナーの証明の誤りは軽微であることを示した。 

## オイラーの素数生成多項式
n = 1, ..., 40 に対して素数を与えるオイラーの素数生成多項式
{\displaystyle n^{2}-n+41}
は、ヘーグナー数 163 = 4・41 − 1 と対応している。 
オイラーの式において {\displaystyle n} が 1, ..., 40 の値をとるとすると、 {\displaystyle n} が 1, ..., 39 の値をとる以下の式と等価である。 
{\displaystyle n^{2}+n+41}
ラビノヴィッチ は 
{\displaystyle n^{2}+n+p\,}
について、判別式 {\displaystyle 1-4p} がヘーグナー数にマイナスを付けたものの場合、またそのときに限り、{\displaystyle n=0,\dots ,p-2} に対して素数を与えることを証明した。 
（なお {\displaystyle p-1} を代入すると {\displaystyle p^{2}} となるため、{\displaystyle p-2} が n の最大値となる。） 
{\displaystyle 4p-1=1,2,3} を満たす p が存在しないため、機能するヘーグナー数は {\displaystyle 7,11,19,43,67,163} であり、これらはオイラーの形の素数生成式における {\displaystyle p=2,3,5,11,17,41} にそれぞれ対応する。特にこれらの p は、リヨネによってオイラーの幸運数と呼ばれている。 

## ほとんど整数とラマヌジャンの定数
ラマヌジャンの定数とは超越数 {\displaystyle e^{\pi {\sqrt {163}}}} のことであり、整数に非常に近いという点でほとんど整数である。 
{\displaystyle e^{\pi {\sqrt {163}}}=262\,537\,412\,640\,768\,743.999\,999\,999\,999\,25\ldots }  {\displaystyle \approx 640\,320^{3}+744.}
この数は、1859年に数学者シャルル・エルミートによって発見された。サイエンティフィック・アメリカン誌の1975年エイプリルフールの記事 「数学的ゲーム」のコラムニストであるマーティン・ガードナーは、「その数は実際に整数であり、インドの天才数学者シュリニヴァーサ・ラマヌジャンが予測していた」という話をでっち上げたことから、この名前がついた。 
この偶然性は、 虚数乗法とj-不変量のq-展開によって説明できる。 

### 詳細
簡単に言えば、ヘーグナー数 d に対して {\displaystyle j((1+{\sqrt {-d}})/2)} は整数であり、{\displaystyle e^{\pi {\sqrt {d}}}\approx -j((1+{\sqrt {-d}})/2)+744} が q -展開によって示される。 
もし {\displaystyle \tau } が二次無理数とすると、j-不変量は次数 {\displaystyle |{\mbox{Cl}}(\mathbf {Q} (\tau ))|} の代数的整数であり、{\displaystyle \mathbf {Q} (\tau )} の類数と{\displaystyle \mathbf {Q} (\tau )} が満たす最小（モニック整数）多項式は、「ヒルベルト類多項式 (Hilbert class polynomial)」と呼ばれる。 したがって、虚数の2次拡大体 {\displaystyle \mathbf {Q} (\tau )} の類数が 1 であれば（つまり d はヘーグナー数）、 j-不変量は整数となる。 
フーリエ級数展開を {\displaystyle q=\exp(2\pi i\tau )} のローラン級数として表した j の q-展開は、最初の3項は以下のとおりである： 
{\displaystyle j(\tau )={\frac {1}{q}}+744+196\,884q+\cdots }
ローラン級数の係数 {\displaystyle c_{n}} は漸近的に {\displaystyle \ln(c_{n})\sim 4\pi {\sqrt {n}}+O(\ln(n))}  のように増大し、また低次の係数の増大が {\displaystyle 200\,000^{n}} よりも遅いため、 {\displaystyle q\ll 1/200\,000} において、 j は最初の2つの項で非常によく近似される。{\displaystyle \tau =(1+{\sqrt {-163}})/2} とすると {\displaystyle q=-\exp(-\pi {\sqrt {163}})} つまり {\displaystyle {\frac {1}{q}}=-\exp(\pi {\sqrt {163}})} となる。ここで {\displaystyle j((1+{\sqrt {-163}})/2)=(-640\,320)^{3}} とすると、以下の式が得られる。 
{\displaystyle (-640\,320)^{3}=-e^{\pi {\sqrt {163}}}+744+O\left(e^{-\pi {\sqrt {163}}}\right).}
これはすなわち 
{\displaystyle e^{\pi {\sqrt {163}}}=640\,320^{3}+744+O\left(e^{-\pi {\sqrt {163}}}\right)}
であり、誤差の線形項は 
{\displaystyle -196\,884/e^{\pi {\sqrt {163}}}\approx -196\,884/(640\,320^{3}+744)\approx -0.000\,000\,000\,000\,75}
となるため、{\displaystyle e^{\pi {\sqrt {163}}}} が上記の範囲でほぼ整数である理由となる。

## 円周率の式
1987年、チュドノフスキー兄弟は以下の式を発見した。 
{\displaystyle {\frac {1}{\pi }}={\frac {12}{640\,320^{3/2}}}\sum _{k=0}^{\infty }{\frac {(6k)!(163\cdot 3\,344\,418k+13\,591\,409)}{(3k)!(k!)^{3}(-640\,320)^{3k}}}}
これは、 {\displaystyle j\left({\tfrac {1+{\sqrt {-163}}}{2}}\right)=-640\,320^{3}} という事実を用いている。同様の式については、ラマヌジャン・佐藤級数を参照せよ。

## その他のヘーグナー数
大きい方から4つのヘーグナー数について、以下の近似が得られる 。 
{\displaystyle {\begin{aligned}e^{\pi {\sqrt {19}}}&\approx 96^{3}+744-0.22\\e^{\pi {\sqrt {43}}}&\approx 960^{3}+744-0.000\,22\\e^{\pi {\sqrt {67}}}&\approx 5\,280^{3}+744-0.000\,0013\\e^{\pi {\sqrt {163}}}&\approx 640\,320^{3}+744-0.000\,000\,000\,000\,75\end{aligned}}}
あるいは、 
{\displaystyle {\begin{aligned}e^{\pi {\sqrt {19}}}&\approx 12^{3}(3^{2}-1)^{3}+744-0.22\\e^{\pi {\sqrt {43}}}&\approx 12^{3}(9^{2}-1)^{3}+744-0.000\,22\\e^{\pi {\sqrt {67}}}&\approx 12^{3}(21^{2}-1)^{3}+744-0.000\,0013\\e^{\pi {\sqrt {163}}}&\approx 12^{3}(231^{2}-1)^{3}+744-0.000\,000\,000\,000\,75\end{aligned}}}
ここで2乗の理由は、特定のアイゼンシュタイン級数によるものである。{\displaystyle d<19} のヘーグナー数についてはほとんど整数となる近似を得られず、 {\displaystyle d=19} さえ注目に値しない。整数の j-不変量は細かく因数分解可能であるが、これは {\displaystyle 12^{3}(n^{2}-1)^{3}=(2^{2}\cdot 3\cdot (n-1)\cdot (n+1))^{3}} ということに従う。素因数は以下のとおりである。 
{\displaystyle {\begin{aligned}j((1+{\sqrt {-19}})/2)&=96^{3}=(2^{5}\cdot 3)^{3}\\j((1+{\sqrt {-43}})/2)&=960^{3}=(2^{6}\cdot 3\cdot 5)^{3}\\j((1+{\sqrt {-67}})/2)&=5\,280^{3}=(2^{5}\cdot 3\cdot 5\cdot 11)^{3}\\j((1+{\sqrt {-163}})/2)&=640\,320^{3}=(2^{6}\cdot 3\cdot 5\cdot 23\cdot 29)^{3}.\end{aligned}}}
これらの超越数は、（単に次数 1 の代数的数である）整数によるよい近似のほかに、次数 3 の代数的数によってもよく近似できる。 
{\displaystyle {\begin{aligned}e^{\pi {\sqrt {19}}}&\approx x^{24}-24.000\,31;\ \ \qquad \qquad \qquad x^{3}-2x-2=0\\e^{\pi {\sqrt {43}}}&\approx x^{24}-24.000\,000\,31;\qquad \qquad \quad x^{3}-2x^{2}-2=0\\e^{\pi {\sqrt {67}}}&\approx x^{24}-24.000\,000\,001\,9;\qquad \qquad x^{3}-2x^{2}-2x-2=0\\e^{\pi {\sqrt {163}}}&\approx x^{24}-24.000\,000\,000\,000\,0011;\quad x^{3}-6x^{2}+4x-2=0\end{aligned}}}
3次式の根は、24番目の根を含むモジュラー関数であるデデキントのイータ関数 η(τ)の商によって正確に与えられ、これが近似における数値 24 の理由となる。また、次数4の代数的数によっても近似できる。 
{\displaystyle {\begin{aligned}e^{\pi {\sqrt {19}}}&\approx 3^{5}\left(3-{\sqrt {2(1-96/24+1{\sqrt {3\cdot 19}})}}\right)^{-2}-12.000\,06\dots \\e^{\pi {\sqrt {43}}}&\approx 3^{5}\left(9-{\sqrt {2(1-960/24+7{\sqrt {3\cdot 43}})}}\right)^{-2}-12.000\,000\,061\dots \\e^{\pi {\sqrt {67}}}&\approx 3^{5}\left(21-{\sqrt {2(1-5\,280/24+31{\sqrt {3\cdot 67}})}}\right)^{-2}-12.000\,000\,000\,36\dots \\e^{\pi {\sqrt {163}}}&\approx 3^{5}\left(231-{\sqrt {2(1-640\,320/24+2\,413{\sqrt {3\cdot 163}})}}\right)^{-2}-12.000\,000\,000\,000\,000\,21\dots \end{aligned}}}
括弧内の式を {\displaystyle x} とおくと（例： {\displaystyle x=3-{\sqrt {2(1-96/24+1{\sqrt {3\cdot 19}})}}} ）、{\displaystyle x} はそれぞれ四次方程式を満たす。 
{\displaystyle {\begin{aligned}&x^{4}-4\cdot 3x^{3}+{\tfrac {2}{3}}(96+3)x^{2}\qquad \quad -{\tfrac {2}{3}}\cdot 3(96-6)x-3=0\\&x^{4}-4\cdot 9x^{3}+{\tfrac {2}{3}}(960+3)x^{2}\ \ \quad \quad -{\tfrac {2}{3}}\cdot 9(960-6)x-3=0\\&x^{4}-4\cdot 21x^{3}+{\tfrac {2}{3}}(5\,280+3)x^{2}\quad \ \;-{\tfrac {2}{3}}\cdot 21(5\,280-6)x-3=0\\&x^{4}-4\cdot 231x^{3}+{\tfrac {2}{3}}(640\,320+3)x^{2}-{\tfrac {2}{3}}\cdot 231(640\,320-6)x-3=0\\\end{aligned}}}
整数 {\displaystyle n=3,9,21,231} の再出現と、以下の事実に注意せよ。 
{\displaystyle {\begin{aligned}&2^{6}\cdot 3(-(1-96/24)^{2}+1^{2}\cdot 3\cdot 19)=96^{2}\\&2^{6}\cdot 3(-(1-960/24)^{2}+7^{2}\cdot 3\cdot 43)=960^{2}\\&2^{6}\cdot 3(-(1-5\,280/24)^{2}+31^{2}\cdot 3\cdot 67)=5\,280^{2}\\&2^{6}\cdot 3(-(1-640\,320/24)^{2}+2413^{2}\cdot 3\cdot 163)=640\,320^{2}\end{aligned}}}
これは、適切な分数累乗を与えれば、正確に j-不変量である。 
同様に、次数 6 の代数的数では以下のようになる。 
{\displaystyle {\begin{aligned}e^{\pi {\sqrt {19}}}&\approx (5x)^{3}-6.000\,010\dots \\e^{\pi {\sqrt {43}}}&\approx (5x)^{3}-6.000\,000\,010\dots \\e^{\pi {\sqrt {67}}}&\approx (5x)^{3}-6.000\,000\,000\,061\dots \\e^{\pi {\sqrt {163}}}&\approx (5x)^{3}-6.000\,000\,000\,000\,000\,034\dots \end{aligned}}}
ここで、x はそれぞれ六次式の適切な根によって与えられる。 
{\displaystyle {\begin{aligned}&5x^{6}-96x^{5}-10x^{3}+1=0\\&5x^{6}-960x^{5}-10x^{3}+1=0\\&5x^{6}-5\,280x^{5}-10x^{3}+1=0\\&5x^{6}-640\,320x^{5}-10x^{3}+1=0\end{aligned}}}
ここで j-不変量が再び現れる。これらの六次方程式は代数的であるだけでなく、拡大体 {\displaystyle \mathbb {Q} ({\sqrt {5}})} の上で2つの三次式に因数分解される（最初の因数はさらに2つの二次式に分解できる）ので、冪根によって解ける。これらの代数的近似は、デデキント・イータ商で正確に表現できる。例として、 {\displaystyle \tau =(1+{\sqrt {-163}})/2} とすると、 
{\displaystyle {\begin{aligned}e^{\pi {\sqrt {163}}}&=\left({\frac {e^{\pi i/24}\eta (\tau )}{\eta (2\tau )}}\right)^{24}-24.000\,000\,000\,000\,001\,05\dots \\e^{\pi {\sqrt {163}}}&=\left({\frac {e^{\pi i/12}\eta (\tau )}{\eta (3\tau )}}\right)^{12}-12.000\,000\,000\,000\,000\,21\dots \\e^{\pi {\sqrt {163}}}&=\left({\frac {e^{\pi i/6}\eta (\tau )}{\eta (5\tau )}}\right)^{6}-6.000\,000\,000\,000\,000\,034\dots \end{aligned}}}
ここで、イータ商は上記の代数的数である。

## 類数 2 の数値
類数 {\displaystyle 2} を持つ虚二次体 {\displaystyle \mathbb {Q} [{\sqrt {-d}}]} を与える3つの数字 {\displaystyle 88,148,232} は、ヘーグナー数とは見なされないが、 ほとんど整数という点で同様の特性を有する。たとえば、 
{\displaystyle {\begin{aligned}e^{\pi {\sqrt {88}}}+8\,744\approx \quad \quad 2\,508\,952^{2}&-.077\dots \\e^{\pi {\sqrt {148}}}+8\,744\approx \quad 199\,148\,648^{2}&-.000\,97\dots \\\ e^{\pi {\sqrt {232}}}+8\,744\approx 24\,591\,257\,752^{2}&-.000\,0078\dots \\\end{aligned}}}
そして 
{\displaystyle {\begin{aligned}e^{\pi {\sqrt {22}}}-24&\approx (6+4{\sqrt {2}})^{6}\quad +.000\,11\dots \\e^{\pi {\sqrt {37}}}{\color {red}+}\,24&\approx (12+2{\sqrt {37}})^{6}-.000\,0014\dots \\e^{\pi {\sqrt {58}}}-24&\approx (27+5{\sqrt {29}})^{6}-.000\,000\,0011\dots \\\end{aligned}}}

## 連続素数
p を奇素数として、{\displaystyle k=0,1,\dots ,(p-1)/2} に対して  {\displaystyle k^{2}{\pmod {p}}} を計算すると（{\displaystyle (p-k)^{2}\equiv k^{2}{\pmod {p}}} なので、k の範囲はこれで十分である）、 p がヘーグナー数である場合、またそのときに限り、連続する素数に続いて連続する合成数が得られる。 
詳細については、リチャード・モリン(Richard Mollin)の "Quadratic Polynomials Producing Consecutive Distinct Primes and Class Groups of Complex Quadratic Fields" を参照せよ。